# Eta Hydrae
Eta Hydrae (η Hydrae förkortat Eta Hya, η Hya) som är stjärnans Bayer-beteckning, är en ensam stjärna i den nordvästra delen av stjärnbilden Vattenormen. Den har en genomsnittlig skenbar magnitud på 4,294 och är synlig för blotta ögat där ljusföroreningar ej förekommer. Baserat på parallaxmätning inom Hipparcosuppdraget på ca 5,6 mas, beräknas den befinna sig på ett avstånd av ca 590 ljusår (ca 180 parsek) från solen.

## Egenskaper
Eta Hydrae är en blå till vit stjärna i huvudserien av spektralklass B3 V. Den har en massa som är ca 7 gånger solens massa, en radie som är ca 3,9 gånger solens och utsänder från dess fotosfär ca 2 680 gånger mer energi än solen vid en effektiv temperatur på ca 18 600 K. Stjärnans spektrum visar ett litet underskott av kol jämfört med solen.
Eta Hydrae, eller 7 Hydrae, som är stjärnans Flamsteed-beteckning, är en pulserande variabel av Beta Cephei-typ (BCEP) . Den varierar mellan skenbar magnitud +4,27 och 4,33 med enperiod av 0,17 dygn eller 4 timmar.